# Liolaemus cuyumhue
Espèce
Statut de conservation UICN

 CR B1ab(iii)+2ab(iii) : 
En danger critique
Liolaemus cuyumhue est une espèce de sauriens de la famille des Liolaemidae.

## Répartition et habitat
Cette espèce est endémique de la province de Neuquén en Argentine. Elle vit dans les dunes de sable où poussent les espèces Sporobolus rigens, Neosparton darwinii, Larrea divaricata, Prosopis flexuosa var depressa et Atriplex zampa.

## Étymologie
Son nom d'espèce, cuyumhue, lui a été donné à partir d'un terme mapuche qui désigne un endroit sableux, en référence à son habitat.

## Publication originale
- Avila, Morando, Perez & Sites, 2009 : A new species of Liolaemus from Añelo sand dunes, northern Patagonia, Neuquén, Argentina, and molecular phylogenetic relationships of the Liolaemus wiegmannii species group (Squamata, Iguania, Liolaemini). Zootaxa, no 2234, p. 39–55 (texte intégral).